# 丁石
丁石（1918年2月—2014年10月15日），曾用名陈文哲，河北省正定县人。中华人民共和国政治人物。

## 生平
抗日战争时期，任晋察冀公安总局公安队长兼教导队长，广灵县公安局长。第二次国共内战期间，1946年8月至1947年1月，任中共广灵县委社会部部长，后任河南豫西二分区公安局副局长。中华人民共和国成立后，任河南省公安厅人事处处长，政治部副主任，河南省公安厅副厅长兼政治部主任，中共河南省委监委副书记。1979年10月至1988年1月，任河南省高级人民法院院长，后改任河南省第六届人大常委会副主任兼秘书长。2014年去世。